# Günter Behnisch
Günter Behnisch (Dresden, Alemanya, 12 de juny de 1922 - Stuttgart, Alemanya, 12 de juliol de 2010) va ser un arquitecte alemany. Durant la Segona Guerra Mundial es va convertir en un dels comandants de submarins més joves d'Alemanya. Després d'estar empresonat a Anglaterra un parell d'anys, Behnisch va estudiar arquitectura. Posteriorment, esdevingué un dels arquitectes representants del deconstructivisme més prominents.
La seva aportació al desenvolupament industrial de l'arquitectura alemanya es va veure reconeguda amb el nomenament com a professor de disseny a l'Escola Tècnica de Darmstadt, en la qual va succeir a Ernst Neufert. Va aconseguir renom mundial amb la configuració del sostre per a l'Estadi Olímpic de Múnic (1972), obra feta amb la col·laboració de Frei Otto.

## Primers anys
Behnisch era el segon de tres fills d'una família a Lockwitz, prop de Dresden. Va assistir a diverses escoles, a causa del fet que el seu pare socialdemòcrata va ser arrestat, acomiadat i traslladat a Chemnitz pel nou govern nazi.
El 1939, Behnisch es va oferir com a voluntari per unir-se a la marina (Kriegsmarine), amb 17 anys, que era una alternativa menys onerosa al servei de treball obligatori o al servei militar obligatori. Amb el temps es va convertir en oficial de submarins i va servir a bord de l'U-952. L'octubre de 1944, es va convertir en un dels comandants de submarins més joves, quan va tenir al seu carregar l'U-2337. Al final de la Segona Guerra Mundial, va entregar el seu submarí als britànics i es va convertir en presoner de guerra al Castell Featherstone a Northumberland.
Behnisch es va formar inicialment com a paleta i després, el 1947, es va matricular per estudiar arquitectura a la Universitat Tècnica de Stuttgart. Del 1967 al 1987 va ser professor de disseny arquitectònic / d'edificis i tecnologia de la construcció industrial a la Technische Hochschule Darmstadt.

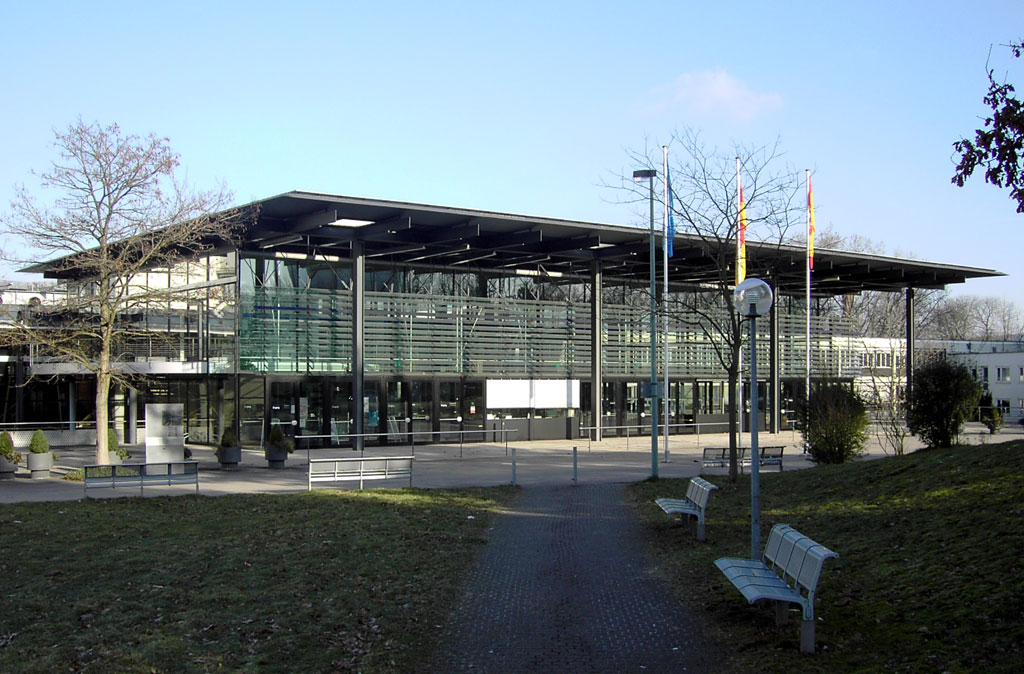
Sala Plenària del Parlament Alemany a Bonn

## Carrera a l'arquitectura
Un dels seus edificis més notables va ser el nou parlament a la capital d'Alemanya Occidental, Bonn. Encara que va guanyar el concurs de disseny arquitectònic el 1973, la construcció només va començar el 1987 i es va completar el 1992.
Va establir la seva pròpia pràctica d'arquitectura a Stuttgart el 1952, que el 1966 es va convertir en Behnisch & Partner.
El seu fill Stefan Behnisch va establir una signatura separada, Behnisch Architekten el 1989.

## Projectes acabats

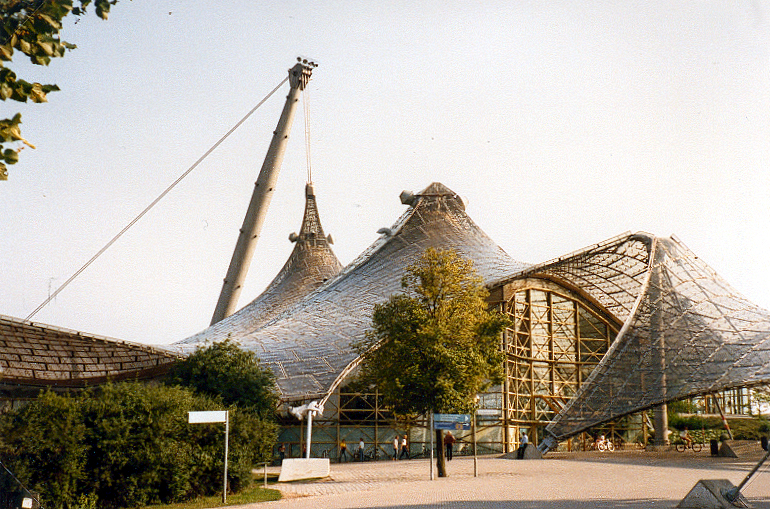
Olympiapark a Múnic (1972).

- 1992 Complex per a les sessions plenàries del Parlament alemany a Bonn, Alemanya[9]
- 1993–2005 Edifici de l'Acadèmia de les Arts al centre de Berlín, una ampliació de sis pisos de vidre de l'Hotel Adlon reconstruït.[10][11]
- 1997 Banc Estat - Landesgirokasse a Stuttgart, Alemanya[12]
- 1998 Torre de control a l'aeroport de Nuremberg, Alemanya[13]
- 2002 North German State Clearing Bank Hannover, Alemanya[14]
- 2003 Centre Genzyme a Cambridge, Massachusetts, EUA.[15]
- Centre de Recerca Biomolecular i Cel·lular a Toronto, Canadà[16]

### Olympiastadion

#### Disseny
Günter Behnisch, és especialment reconegut pel seu treball en el disseny de l’Estadi Olímpic de Munic (Olympiastadion) per als Jocs Olímpics de 1972. Aquest projecte no només va marcar una fita a l'arquitectura esportiva, sinó que també va introduir importants innovacions quant a tècniques constructives i conceptes arquitectònics. L'Estadi Olímpic de Munic és una obra mestra de l'arquitectura moderna, i el treball de Günter Behnisch continua sent un referent d'innovació i de funcionalitat. El seu ús d'estructures tensades, la integració amb el paisatge, la utilització de materials lleugers i el seu enfocament en la flexibilitat i l'accessibilitat van definir noves possibilitats en el disseny d'estadis i edificis esportius. A més, el seu llegat va influir en el desenvolupament de noves tècniques constructives que es continuen utilitzant en arquitectura contemporània.

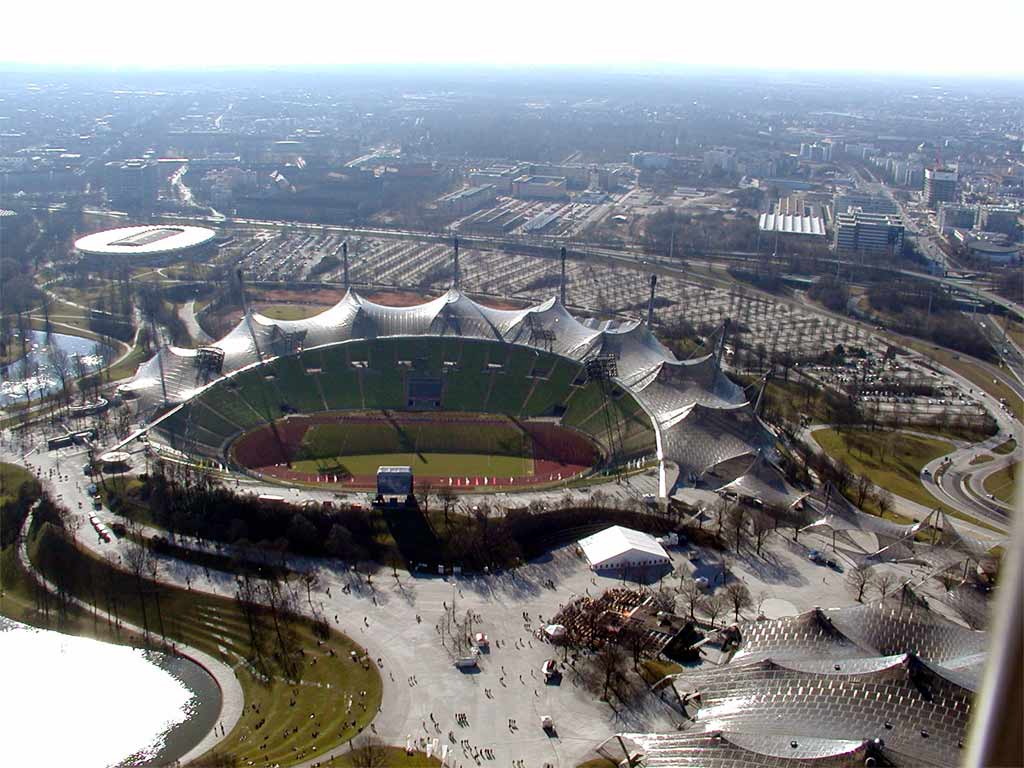
L'estadi olímpic de Munic el 1972, peça central de la ciutat olímpica dels Jocs d'estiu del 1972.

L'estadi i el parc olímpic segueixen sent exemples de com l'arquitectura pot combinar tecnologia avançada, funcionalitat i estètica per crear espais que no només són icònics, sinó també connectats profundament amb el seu context cultural i social.

#### Innovació a l'estructura del sostre
Una de les característiques més distintives de l'Estadi Olímpic de Munic és el sostre. Behnisch, en col·laboració amb els enginyers d'estructura, va desenvolupar una estructura tensada única que es va convertir en un dels símbols més reconeguts de l'arquitectura del segle xx. Aquesta tècnica va consistir en utilitzar cables d'acer recoberts amb material plàstic que formaven una membrana lleugera i flexible. L'estructura era, alhora, translúcida i lleugera, cosa que permetia que la llum natural penetrés a l'estadi mentre es mantenia l'estabilitat i la resistència necessàries per suportar les càrregues del sostre.
L'estructura del sostre es basa en un sistema de tensions de cables i membranes de material sintètic, cosa que va permetre cobrir una àrea extensa sense necessitat de columnes internes. Aquesta estructura innovadora no només va ser eficient en termes de materials, sinó que també va contribuir a l'estètica de l'estadi, oferint una forma fluida que s'integra amb l'entorn natural.

#### Integració amb el paisatge i l'entorn
El disseny de Behnisch va buscar integrar l'Estadi Olímpic dins el paisatge natural de Munic, cosa que va resultar en una relació harmònica entre l'edifici i el seu entorn. Behnisch va usar la topografia existent per situar l'estadi en una àrea de turons i valls, cosa que ajudava a dissimular l'escala massiva del projecte i alhora aprofitava les vistes naturals.
La topografia modificada del lloc va ser una estratègia clau per integrar l'estadi al paisatge. Behnisch va utilitzar els turons per col·locar l'estadi parcialment sota el nivell del terreny, cosa que va permetre que l'estadi es desaparegués parcialment al paisatge, minimitzant el seu impacte visual. Aquest enfocament d'integració paisatgística va crear una harmonia visual i funcional que va definir el caràcter únic del parc olímpic de Munic. A més, va permetre que l'estadi es connectés de manera fluida amb el parc circumdant i les àrees adjacents.

#### Ús de materials lleugers i tecnològics
L'elecció de materials va ser una altra part clau de l'enfocament innovador de Behnisch. L'ús de plàstic reforçat amb fibra de vidre per a la membrana del sostre va permetre més flexibilitat i reducció de pes, cosa que va ser un avenç important en comparació amb les estructures tradicionals d'acer o concret. Aquesta elecció de materials va permetre una aparença de lleugeresa i transparència, cosa que va ser una de les intencions de l'arquitecte: evocar una sensació de fluïdesa i obertura. L'ús de membranes de plàstic reforçades va permetre cobrir grans espais sense fer servir estructures rígides, oferint flexibilitat i lleugeresa a l'edificació. Aquesta utilització de materials no només va resultar en un disseny avantguardista, sinó que també va ser més econòmic i sostenible en comparació amb altres enfocaments tradicionals de construcció, cosa que va asseure precedents per a l'ús de materials sintètics a l'arquitectura moderna.